# روبرت جون برايدوود
روبرت جون برايدوود (بالإنجليزية: Robert John Braidwood)‏ هو عالم آثار أمريكي ولد في 29 يوليو 1907 في مدينة ديترويت في ميشيغان في الولايات المتحدة، اكتشف هذا العالم عدة مواقع أثرية في العراق وتركيا، منها موقع قلعة جرمو في العراق وتوفي هذا العالم في 15 يناير 2003 في مدينة شيكاغو في الولايات المتحدة.